# 石兵八陣
石兵八陣（せきへいはちじん）とは、『三国志演義』で登場する架空の陣。 
関羽の弔い合戦である夷陵の戦いの際、劉備の破れかぶれの戦法を危うく感じた諸葛孔明が蜀軍が敗走することを見越し、巨石によって前もって作成された。定期的に陣内で突風や波が起こるようになっている。物語中では、劉備軍を追ってきた陸遜軍は異様な殺気を放つこの陣を見て撤退した。

モデルとなっているのは晋書桓温伝に見られる諸葛亮の八陣を模した魚腹に作られた石陣である(三国志諸葛亮伝に八陣の記述がある)。桓温はこれを見て孫子の常山の蛇の勢であると高く評価した。